# Pietro Riva (atleta)
Pietro Riva (Alba, 1º maggio 1997) è un mezzofondista italiano, vicecampione europeo della mezza maratona a Roma 2024 e campione europeo juniores dei 10000 metri piani a Eskilstuna 2015.

## Biografia
Dopo essere stato calciatore in una squadra della sua città natale, si è poi avvicinato pian piano al mondo dell'atletica leggera. Ha iniziato a praticare anche atletica nel 2005 all'età di 8 anni. Nel 2009, all'età di 12 anni, ha lasciato definitivamente il calcio, dedicandosi totalmente all'atletica. Viene allenato da Alessandro Perrone.
Nel 2012 prende parte ai campionati italiani cadetti, terminando al 28º posto nella corsa campestre e in quarta posizione sui 2000 m. L'anno successivo vince il primo titolo italiano giovanile, triofnando nei 10 km di corsa su strada nella categoria allievi; ad inizio stagione giunge al 14º posto nella corsa campestre mentre a fine stagione termina 5º sui 3000 m. Prende parte al Festival olimpico della gioventù europea nei Paesi Bassi ad Utrecht dove finisce all'ottava posizione nei 3000 m.
Nel corso del 2014 vince la medaglia di bronzo sui 3000 m a Baku, in occasione dei trials europei per i giochi olimpici giovanili; partecipa da allievo agli europei juniores di corsa campestre di Samokov in Bulgaria, non terminando la gara a causa di un infortunio occorsogli durante la competizione. Sempre nel 2014 vince tre medaglie ai campionati italiani allievi: è campione sui 3000 metri piani e vicecampione sia sui 1500 metri piani sia nella corsa campestre.
Nel 2015 si laurea campione continentale sui 10000 metri piani agli europei juniores di Eskilstuna, in Svezia: inoltre si classifica ottavo sui 5000 metri piani. Successivamente vince la medaglia d'argento nella classifica a squadre juniores (classificandosi invece al 10º posto nella prova individuale) agli europei di corsa campestre di Hyères in Francia.
Ai campionati italiani juniores: diventa campione sui 10 km di corsa su strada, arrivando anche al secondo posto sui 5000 metri piani ed al sesto sui 1500 metri piani. Il 21 febbraio del 2016 a Gubbio si laurea campione italiano juniores di corsa campestre.
Dall’inizio del 2020 si è trasferito a Rubiera, vicino Reggio Emilia, dove viene allenato dell’olimpionico Stefano Baldini.  Nell’ottobre 2021 a Ginevra diventa primatista italiano dei 10 km su strada fermando il cronometro a 28'06", tempo abbassato poi a 27'50" nel marzo 2022 a Laredo, in Spagna. 
Nel 2022 partecipa ai campionati europei di Monaco di Baviera gareggiando sia sui 5000 metri che sui 10000 metri. In quest'ultima specialità migliora il suo personale con 27'50"51, terminando la competizione al quinto posto.
Nell'ottobre 2022 giunge undicesimo alla mezza maratona di Valencia, con il nuovo personale di 1h00'30". Nel giugno 2024 è medaglia d'argento agli europei di Roma nella mezza maratona (1h01'04"), arrivando secondo dietro al connazionale Crippa.

## Progressione

### 1500 metri piani
| Stagione | Tempo   | Luogo               | Data      | Rank. Mond. |
| -------- | ------- | ------------------- | --------- | ----------- |
| 2020     | 3'40"1  | San Donato Milanese | 5-9-2020  |             |
| 2019     | 3'50"17 | Alba                | 9-7-2019  |             |
| 2018     | 3'46"58 | Ferrara             | 12-5-2018 |             |
| 2017     | 3'49"77 | Merksem             | 29-7-2017 |             |
| 2016     | 3'46"98 | Roma                | 2-6-2016  |             |
| 2015     | 3'47"15 | Roma                | 4-6-2015  |             |
| 2014     | 3'58"05 | Rovereto            | 2-9-2014  |             |
| 2013     | 4'02"35 | Alba                | 4-7-2013  |             |

### 3000 metri piani
| Stagione | Tempo   | Luogo   | Data      | Rank. Mond. |
| -------- | ------- | ------- | --------- | ----------- |
| 2021     | 7'45"52 | Chorzów | 5-9-2021  |             |
| 2020     | 7'50"03 | Roma    | 17-9-2020 |             |
| 2019     | 7'54"90 | Lovanio | 17-8-2019 |             |
| 2018     | 8'00"06 | Alba    | 1-9-2018  |             |
| 2017     | 8'13"29 | Nembro  | 7-7-2017  |             |
| 2016     | 8'14"02 | Alba    | 29-6-2016 |             |
| 2014     | 8'29"43 | Baku    | 31-5-2014 |             |
| 2013     | 8'40"31 | Utrecht | 16-7-2013 |             |

### 5000 metri piani
| Stagione | Tempo    | Luogo          | Data       | Rank. Mond. |
| -------- | -------- | -------------- | ---------- | ----------- |
| 2022     | 13'22"73 | Rovereto       | 30-8-2022  |             |
| 2021     | 13'31"53 | Heusden-Zolder | 16-7-2021  |             |
| 2020     | 13'39"43 | Rovereto       | 8-9-2020   |             |
| 2019     | 13'51"95 | Rovereto       | 27-8-2019  |             |
| 2018     | 13'39"53 | Rovereto       | 23-8-2018  |             |
| 2017     | 14'02"33 | Ninove         | 16-7-2017  |             |
| 2016     | 14'07"96 | Oordegem       | 29-5-2016  |             |
| 2015     | 14'18"54 | Rieti          | 13-6-2015  |             |
| 2014     | 14'39"60 | Alba           | 18-10-2014 |             |

### 10000 metri piani
| Stagione | Tempo    | Luogo           | Data      | Rank. Mond. |
| -------- | -------- | --------------- | --------- | ----------- |
| 2023     | 28'21"88 | Brescia         | 7-5-2023  |             |
| 2022     | 27'50"51 | Monaco          | 21-8-2022 |             |
| 2021     | 28'25"85 | Birmingham      | 5-6-2021  |             |
| 2020     | 29'12"45 | Vittorio Veneto | 27-9-2020 |             |
| 2017     | 30'05"21 | Roma            | 13-5-2017 |             |
| 2016     | 29'25"09 | Bydgoszcz       | 19-7-2016 |             |
| 2015     | 30'16"90 | Rubiera         | 26-4-2015 |             |

### 10 km
| Stagione | Tempo  | Luogo        | Data       | Rank. Mond. |
| -------- | ------ | ------------ | ---------- | ----------- |
| 2023     | 28'23" | Pescara      | 10-9-2023  |             |
| 2022     | 27'50" | Laredo       | 19-3-2022  |             |
| 2021     | 28'06" | Ginevra      | 3-10-2021  |             |
| 2019     | 30'59" | Treviso      | 21-6-2019  |             |
| 2018     | 29'59" | Telese Terme | 17-6-2018  |             |
| 2017     | 30'10" | Dalmine      | 9-9-2017   |             |
| 2016     | 29'58" | Rennes       | 9-10-2016  |             |
| 2015     | 30'06" | Cremona      | 18-10-2015 |             |
| 2013     | 31'59" | Pompei       | 15-9-2013  |             |

## Palmarès
| Anno | Manifestazione           | Sede       | Evento         | Risultato | Prestazione | Note                                     |
| ---- | ------------------------ | ---------- | -------------- | --------- | ----------- | ---------------------------------------- |
| 2014 | Europei di cross         | Samokov    | Corsa U20      | Finale    | dnf         | [ 1 ]                                    |
| 2015 | Europei U20              | Eskilstuna | 5000 m piani   | 8º        | 14'45"76    | [ 2 ]                                    |
| 2015 | Europei U20              | Eskilstuna | 10000 m piani  | Oro       | 30'20"45    | [ 2 ]                                    |
| 2015 | Europei di cross         | Hyères     | Corsa U20      | 10º       | 17'55"      | [ 2 ]                                    |
| 2015 | Europei di cross         | Hyères     | A squadre U20  | Argento   | 29 p.       | [ 3 ]                                    |
| 2016 | Mondiali U20             | Bydgoszcz  | 10000 m piani  | 10º       | 29'25"09    | Miglior prestazione personale            |
| 2022 | Europei                  | Monaco     | 5000 m piani   | 13º       | 13'34"09    |                                          |
| 2022 | Europei                  | Monaco     | 10000 m piani  | 5º        | 27'50"51    | Miglior prestazione personale            |
| 2023 | Europei indoor           | Istanbul   | 3000 m piani   | Batteria  | 7'58"89     |                                          |
| 2023 | Mondiali corsa su strada | Riga       | Mezza maratona | 17º       | 1h01'06"    | Miglior prestazione personale stagionale |
| 2024 | Europei                  | Roma       | Mezza maratona | Argento   | 1h01'04"    | Miglior prestazione personale stagionale |
| 2024 | Europei                  | Roma       | A squadre      | Oro       | 3h03'33"    |                                          |

## Campionati nazionali
- 3 volte campione italiano assoluto dei 10000 m piani (2022, 2023, 2024)
- 2 volte campione italiano assoluto dei 10 km (2022, 2023)
- 1 volta campione italiano juniores dei 10 km (2015)
- 1 volta campione italiano juniores di corsa campestre (2016)
- 1 volta campione italiano allievi dei 3000 m piani (2014)
- 1 volta campione italiano allievi dei 10 km (2013)

2012
- 28º ai campionati italiani cadetti di corsa campestre (Correggio), 2,5 km - 8'57"[4]
- 4º ai campionati italiani cadetti (Jesolo), 2000 m piani - 5'50"63[5]

2013
- 14º ai campionati italiani di corsa campestre (Abbadia di Fiastra) 5 km - 16'33" (allievi)[6]
- Oro ai campionati italiani dei 10 km di corsa su strada (Pompei), 10 km - 31'59" (allievi)[7]
- 5º ai campionati italiani allievi (Jesolo), 3000 m piani - 8'49"65[8]

2014
- Argento ai campionati italiani di corsa campestre (Nove-Marostica), 5 km - 16'18" (allievi)[9]
- Argento ai campionati italiani allievi (Rieti), 1500 m piani - 3'59"35[10]
- Oro ai campionati italiani allievi (Rieti), 3000 m piani - 8'39"30[11]

2015
- 6º ai campionati italiani juniores (Rieti), 1500 m piani - 3'57"19[12]
- Argento ai campionati italiani juniores (Rieti), 5000 m piani - 14'18"54[13]
- Oro ai campionati italiani dei 10 km di corsa su strada (Trecastagni), 10 km - 30'52" (juniores)[14]

2016
- Oro ai campionati italiani di corsa campestre (Gubbio), 8 km - 22'52" (juniores)[15]

2017
- 8º ai campionati italiani assoluti (Trieste), 10000 m piani - 30'05"21
- Bronzo ai campionati italiani promesse, 5000 m piani - 14'35"22

2018
- Argento ai campionati italiani assoluti (Pescara), 5000 m piani - 14'05"20
- Bronzo ai campionati italiani promesse, 1500 m piani - 3'48"29

2019
- Bronzo ai campionati italiani assoluti (Bressanone), 5000 m piani - 14'06"44

2021
- Oro ai campionati italiani assoluti (Rovereto), 5000 m piani - 13'52"38
- 5º ai campionati italiani assoluti, 1500 m piani - 3'42"24

2022
- 4º ai campionati italiani assoluti indoor, 3000 m piani - 8'28"36
- Argento ai campionati italiani assoluti (Rieti), 5000 m piani - 13'33"10
- Oro ai campionati italiani assoluti, 10000 m piani - 28'41"57
- Oro ai Campionati italiani assoluti su strada, 10 km - 28'08

2023
- Argento ai campionati italiani assoluti indoor, 3000 m piani - 7'56"33
- Oro ai campionati italiani assoluti, 10000 m piani - 28'21"88
- Oro ai Campionati italiani assoluti su strada, 10 km - 28'23

2024
- Oro ai campionati italiani assoluti, 10000 m piani - 29'01"33
- Argento ai campionati italiani assoluti (La Spezia), 5000 m piani - 13'40"31
- Oro ai campionati italiani di maratonina - 1h02'47"

## Altre competizioni internazionali
2013
- 8º al Festival olimpico della gioventù europea ( Utrecht), 3000 m piani - 8'40"31 [16]

2014
- Bronzo ai Trials europei per i Giochi olimpici giovanili ( Baku), 3000 m piani - 8'29"43 [17]

2016
- 7º al Giro podistico internazionale di Castelbuono ( Castelbuono) - 32'22"

2018
- 26º alla Mezza maratona di Valencia ( Valencia) - 1h02'19"
- 4º al Giro podistico internazionale di Castelbuono ( Castelbuono) - 35'29"
- 16º alla BOclassic ( Bolzano) - 30'32"

2020
- 9º al Golden Gala ( Roma), 3000 m piani - 7'50"03
- 9º alla BOclassic ( Bolzano), 5 km - 14'04"

2022
- 11º alla Mezza maratona di Valencia ( Valencia) - 1h00'30"
- 9º alla Mezza maratona di Berlino ( Berlino) - 1h01'36"
- 5º in Coppa Europa dei 10000 metri ( Pacé), 10000 m piani - 28'01"07
- 13º al Golden Gala ( Roma), 5000 m piani - 13'51"94
- 4º alla 10 km Villa de Laredo ( Laredo), 10 km - 27'50"
- 5º alla BOclassic ( Bolzano) - 28'23"
- Argento al Giro al Sas ( Trento) - 28'51"

2023
- 15º alla Mezza maratona di Valencia ( Valencia) - 59'41"
- 7º alla BOclassic ( Bolzano) - 29'34"

2024
- 23º alla Maratona di Valencia ( Valencia) - 2h07'37"
- 8º alla BOclassic ( Bolzano) - 28'51"
- Oro al Trofeo Sant'Agata ( Catania) - 28'32"